# Cenopalpus arbuti
Cenopalpus arbuti är en spindeldjursart som beskrevs av Hatzinikolis och Emmanouel 1987. Cenopalpus arbuti ingår i släktet Cenopalpus och familjen Tenuipalpidae. Inga underarter finns listade i Catalogue of Life.